# Ивайло Вълчев
Ивайло Ванев Вълчев е български поет и сценарист, народен представител в XLV, XLVI и XLIX народно събрание. Евродепутат за мандат 2024 – 2029 година.

## Биография
Роден е на 9 януари 1972 година в Бургас. Баща му Ваньо Вълчев е журналист и режисьор, известен като текстописец на песни („Телефонна любов“, „Огън от любов“, „Тази вечна любов“ и др.). Завършва Френската гимназия в родния си град. Именно той е авторът на емблематичната песен на Слави Трифонов „Френската гимназия“.
Висшето образование на Ивайло е Българска филология в Софийския университет. Когато е във втори курс, участва в конкурс за сценаристи и започва работа в телевизионното предаване „Ку-ку“. Тогава работата му става приоритет и той оставя ученето на втори план, в резултат на което, отлага държавните изпити за по-късен етап. От 1992 г. е сценарист на телевизионните предавания „Ку-ку“, „Каналето“, „Хъшове“, „Шоуто на Слави“, „Файв старс“, „Сървайвър“, „Мюзик айдъл“, „Пей с мен“, „Lord of the Chefs“, „Младост 5“, „Гласът на България“ и др. Ивайло Вълчев, като отговорен редактор, е част от екипа, издавал вестник „Ку-ку“. Автор и съавтор в създаването на различни телевизионни и радио-реклами и рекламни кампании.
Ивайло Вълчев е основен текстописец и автор на повечето текстове на песните на Слави Трифонов и „Ку-ку бенд“. Той е само на 22 години, когато написва текста за „Гергьовден“ заедно с други песни в албума „Рома ТВ“ през 1994 г. Автор е на текстове също за албумите „Девети трагичен“, „Едно ферари с цвят червен“, „Вавилон“, „Няма "Не искам"...“, „Часът на бенда“, „Новите варвари“.
Автор е на текстове за песни на множество други български певци и групи, както и на сценарии и песни за театрални постановки.
Има две дъщери. Съпругата му е художник.
Избран е за народен представител в XLV народно събрание и XLVI народно събрание от листата на „Има такъв народ“. Вълчев е избран за народен представител и в XLVII народно събрание, но подава заявление пред ЦИК за отказ от депутатското му място. През 2023 г. е кандидат за кмет на София издигнат от „Има такъв народ“.